# تپه دره خانی غربی
تپه دره خانی غربی مربوط به دوره اشکانیان است و در شهرستان ملایر، بخش سامن، ۱/۵ کیلومتری جنوب شهر سامن واقع شده و این اثر در تاریخ ۲۵ آبان ۱۳۸۷ با شمارهٔ ثبت ۲۳۷۱۳ به‌عنوان یکی از آثار ملی ایران به ثبت رسیده است.